# Hypoventilation
Hypoventilation innebär en ökning av mängden koldioxid i blodet och en minskning av mängden syrgas på grund av minskat luftflöde i lungorna. 
Tillståndet uppkommer antingen på grund av att antalet andetag minskar eller på grund av att de är för ytliga. Hypoventilation är ett potentiellt farligt tillstånd därför att koldioxid i blodet inte avlägsnas, varpå det i blodet bildar kolsyra som sänker blodets pH.